# Alicia pretiosa
Alicia pretiosa is een zeeanemonensoort uit de familie Aliciidae.
Alicia pretiosa is voor het eerst wetenschappelijk beschreven door Dana in 1846.